# Calamagrostis conferta
Calamagrostis conferta är en gräsart som först beskrevs av Yi Li Keng, och fick sitt nu gällande namn av Pung Pen Chao Kuo och Shen g Lian Lu. Calamagrostis conferta ingår i släktet rör, och familjen gräs. Inga underarter finns listade i Catalogue of Life.